# Хиполита
Хиполита (на гръцки: Ίππολύτη) в гръцката митология е царица на амазонките.

## Легендата
След успешното изпълнение от Херакъл (Херкулес) на възложеното му открадване на месоядните кобили на тракийския цар Диомед, цар Евристей, чийто роб временно е той, дълго обмисля следващата му задача и накрая решава да бъде свързана с народа на войнствените жени – амазонки. Повод да го изпрати сред тях намира, когато коланът на дъщеря му Адмета се скъсва. Тогава Евристей решава, Херакъл да замине за страната им за да му донесе златоткания пояс на Хиполита, царица на амазонките и дъщеря на бога на войната Арес, от когото именно й е подарък той. Евристей, който се надява Херкулес да загине скоро, е особено обнадежден в това отношение, тъй като очаква срещу героя да се настрои заради това бащата на Хиполита и враждата му да се прибави към тази на самите амазонки, когато чуят за намерението му. Вместо това, между Херакъл и придружителите му и амазонките се установяват мирни отношения, те се отнасят към него с възхищение, породено от величието на подвизите му. Хиполита не отказва молбата му и даже сама решава да му подари пояса си, след като научава, каква е целта на пътуването му, обаче се намесва враждебно настроената към героя богиня Хера. Тя се преструва на една от амазонките и ги убеждава, че Херакъл мами царицата им - иска не само колана ѝ, но и самата нея, за да я направи своя робиня. Те се впускат в бой с него, за да я защитят и Херакъл и спътниците му се виждат принудени да се отбраняват, убивайки много амазонки и пленявайки други, сред които и мощната Меланипа, за чието освобождаване Хиполита разменя с героя пояса си. Това е деветият му подвиг.